# Asambleas presidenciales del Partido Demócrata de 2008 en Washington
Las Asambleas demócratas de Washington, 2008 fueron el 9 de febrero de 2008. El día antes de las asambleas, el senador Barack Obama fue respaldado por el gobernador de Washington Christine Gregoire. ambos senadores de Washington, Patty Murray y Maria Cantwell, respaldaron a la senadora Hillary Rodham Clinton temprano en las temporadas de primarias.

## Resultados
| Candidatos      | Votos  | Porcentaje | Delegados |
| --------------- | ------ | ---------- | --------- |
| Barack Obama    | 21,629 | 67.62%     | 35        |
| Hillary Clinton | 9,992  | 31.24%     | 14        |
| Indecisos       | 363    | 1.13%      | 0         |
| Total           | 31,984 | 100%       | 49        |